# Погорани (гміна Сідра)
Погорани (пол. Pohorany) — село в Польщі, у гміні Сідра Сокульського повіту Підляського воєводства.
Населення — 33 особи (2011).
У 1975-1998 роках село належало до Білостоцького воєводства.

## Демографія
Демографічна структура станом на 31 березня 2011 року:
|          | Загалом | Допрацездатний вік | Працездатний вік | Постпрацездатний вік |
| -------- | ------- | ------------------ | ---------------- | -------------------- |
| Чоловіки | 20      | 7                  | 11               | 2                    |
| Жінки    | 13      | 1                  | 8                | 4                    |
| Разом    | 33      | 8                  | 19               | 6                    |